# Geografia di Avatar
La geografia di Avatar comprende una serie di nazioni che compongono il mondo immaginario in cui si svolgono gli eventi delle serie animate Avatar - La leggenda di Aang e La leggenda di Korra.
Il mondo di Avatar è diviso in quattro grandi
nazioni: la Tribù dell'Acqua, il Regno della Terra, la Nazione del Fuoco e i Nomadi dell'Aria. Ogni nazione è culturalmente unica e associata a una tecnica di dominio: rispettivamente dominio dell'acqua, della terra, del fuoco e dell'aria. Una distribuzione uniforme del potere tra le quattro nazioni preserva l'equilibrio nel mondo e una caduta o un aumento della forza di una nazione può generare uno squilibrio dirompente.
Numerosi fattori determinano la prosperità delle quattro nazioni, come l'equilibrio politico, il successo economico, l'ordine sociale e la spiritualità.

## Nazioni

### Tribù dell'Acqua
La Tribù dell'Acqua è una sovranità di dominatori dell'acqua e non dominatori. Ci sono tre tribù: la Tribù dell'Acqua Settentrionale, centrata nel Polo Nord; la Tribù dell'Acqua Meridionale, centrata nel Polo Sud; e la Tribù della palude, situata nella palude del Regno della Terra. Entrambe le tribù delle acque settentrionali e meridionali sono governate da un capo tribale. Sebbene il capo del Nord fosse tecnicamente il sovrano di entrambe le tribù, il Sud mantenne il controllo dei propri affari interni prima di ottenere infine l'indipendenza formale ne La leggenda di Korra. D'altro canto, la Tribù della palude apparentemente manca di una struttura politica formale, con membri di diversi piccoli insediamenti che funzionano senza un capo formale.
Storicamente, la Tribù delle Acque Settentrionali ha mantenuto una posizione più forte rispetto alla sua controparte meridionale, in parte a causa della sua vasta popolazione di dominatori, che rimase in gran parte incolume durante la guerra dei cent'anni. In confronto, la Tribù dell'Acqua Meridionale è stata devastata da numerose incursioni che hanno quasi eliminato l'intera popolazione flessa della tribù e distrutto la sua infrastruttura. Il grande intervento guidato dal Maestro Pakku ne La leggenda di Aang aiutò a riportare la Tribù dell'Acqua Meridionale al suo antico splendore, e da allora l'insediamento si è espanso fino a comprendere una parte più ampia del Polo Sud.
Tutte le divisioni vengono occasionalmente definite collettivamente come le Tribù dell'Acqua. Sebbene le Tribù dell'Acqua adottarono una politica ampiamente isolazionista durante la guerra, accolse gli estranei dopo la fine della guerra dei cent'anni. Le Tribù dell'Acqua furono anche più coinvolte negli affari globali, con ognuna delle divisioni polari che avevano un rappresentante nel Consiglio della Repubblica Unita prima della sua dissoluzione.

### Regno della Terra
Il Regno della Terra è la più grande e diversificata delle quattro nazioni, composta da un enorme continente nell'emisfero orientale e da diverse isole. Il popolo della nazione è forte e orgoglioso, con alcuni di loro che sono dominatori della terra. Il Regno della Terra è estremamente vario, con aree montuose, boscose, praterie, desertiche e urbane, compresa la vasta megalopoli di Ba Sing Se. Grazie alla capacità di dominio dei suoi popoli, la gente del Regno della Terra ha creato magnifiche strutture di pietra, come la città di Omashu.
Il Regno della Terra nella prima serie era inizialmente gestito come una monarchia feudale, dalla capitale Ba Sing Se, anche se alcune regioni e città più piccole avevano il loro governo autonomo, come Omashu, che aveva il proprio re. Ne La leggenda di Korra, il regno finì senza un monarca in seguito all'anarchia nel Regno della Terra e successivamente come un Impero di stampo fascista; sebbene la dinastia Hou-Ting fu restaurata dopo la fallita invasione del generale Kuvira nella Repubblica delle Nazioni Unite con l'incoronazione di Wu come nuovo sovrano. Tuttavia, nell'episodio finale della serie il nuovo re intendeva abolire la monarchia a favore di stati indipendenti con governi democraticamente eletti, che ricordano la Repubblica delle Nazioni Unite.

### Nazione del Fuoco
La Nazione del Fuoco è la seconda nazione più grande e ospita sia i dominatori del fuoco che i non dominatori, sebbene i dominatori del fuoco fossero talvolta tenuti in maggior rispetto ai non-dominatori. Si trova su un arcipelago di isole situato nell'emisfero occidentale del pianeta ed è il più avanzato delle quattro nazioni, con energia a vapore e gas. Cominciò con un'enorme flotta di navi da guerra industriali, e in seguito adottò l'uso dei dirigibili nei suoi militari (utilizzati ne La leggenda di Aang negli episodi finali della terza stagione).
La Nazione del Fuoco è anche diversa nel paesaggio, con molte isole vulcaniche nel suo arcipelago e sulla terraferma, nonché un clima tropicale. Ha anche il luogo di vacanza più famoso del mondo, l'isola di Ember.
Il paese è una monarchia assoluta e potrebbe persino essere definita una dittatura. La guerra dei cent'anni fu iniziata dal Signore del Fuoco Sozin, usando le tecnologie avanzate del suo paese. Durante la guerra, il suo popolo fu oppresso e alimentato dalla propaganda dei sovrani Sozin, Azulon e Ozai. Tuttavia, nell'ultimo episodio della terza stagione de La leggenda di Aang, la conquista della nazione del fuoco fu terminata e iniziò una nuova era di pace, con Zuko come nuovo leader.

### Nomadi dell'Aria
I Nomadi dell'Aria erano l’insieme dei popoli dei dominatori dell'aria. Sebbene il popolo di questa nazione fosse nomade, gli Air Nomads stabilirono i loro governi centrali in quattro templi monastici situati alle quattro estremità del globo, dove allevavano i loro bambini: due per i maschi e due per le femmine. I quattro templi aerei sono situati su piccoli arcipelaghi che erano terra dei Nomadi dell'Aria, di cui uno sulla punta di una montagna (Tempio del Nord), ed uno sospeso sotto una scogliera (Tempio dell'Ovest).
I Nomadi dell'Aria erano gestiti in modo lasco da consigli degli anziani, un maschio e una femmina. Ogni consiglio era gestito da un monaco capo o da una monaca. La loro gente era estremamente spirituale.
Come viene raccontato in Avatar - La leggenda di Aang, la Nazione del Fuoco ha eseguito un'invasione di massa e un genocidio dei Nomadi dell'Aria, spingendo la nazione verso la quasi totale estinzione salvo per l'Avatar Aang, che riuscì a fuggire. Al suo ristabilimento con la convergenza armonica ne La leggenda di Korra, i nuovi dominatori dell'aria sono ampiamente noti per far parte della Nazione dell'Aria.